# Ève Ricard
Pour les articles homonymes, voir Ricard.
Ève Ricard, née en 1948, est une orthophoniste et écrivaine française. Fille de l'écrivain Jean-François Revel et de la peintre Yahne Le Toumelin, sœur cadette de l'écrivain, photographe et moine bouddhiste Matthieu Ricard, elle est atteinte de la maladie de Parkinson depuis de nombreuses années et en a tiré l'inspiration de ses ouvrages.

## Biographie
Ève Ricard a pratiqué le métier d’orthophoniste pendant près de quarante ans, notamment dans les classes du service de pédopsychiatrie de l’hôpital Sainte-Anne à Paris ainsi qu'à l’institut Georges Eastman. Atteinte de la maladie de Parkinson depuis de nombreuses années, elle a, selon la presse, « fait de l’écriture un antidote contre la peur » et « pris sa maladie comme une leçon de vie ».
Dans son premier ouvrage, Parkinson Blues, paru en 2004, elle décrit la progression de son mal et affirme qu'« écrire ces pages a été comme une danse, comme un chant, jusqu'à m'abandonner au seul plaisir des mots, à cœur joie ». « La nuit, je souffre, mais, au petit matin, je suis encore là. Ma vie est sauve. Chaque nuit me fait accoucher de la vie ».
La Dame des mots (2012) retrace l'expérience d'orthophoniste de l'auteure auprès d’enfants de 7 à 10 ans, pleins de vie mais en difficulté familiale ou sociale et en souffrance avec l’écriture, la langue et la lecture, tandis que dans Une étoile qui danse sur le chaos (2015), poésie de lutte contre la maladie, elle affirme que « vivre avec une maladie, ce n'est pas devenir cette maladie ».

## Ouvrages publiés
- Parkinson Blues, Arléa, 71 p., 2004  (ISBN 978-2869596733)
- La Dame des mots, NiL, 111 p., 2012  (ISBN 978-2841116423), réédité en poche par Marabout en 2015, 126 p.  (ISBN 978-2501095983)
- Une étoile qui danse sur le chaos, Albin Michel, 140 p., 2015  (ISBN 978-2226258489)
- Éclats de vie en 60 poèmes, éditions Jouvence, 128 p., 2021  (ISBN 978-2889533794)

### Vidéos
- [vidéo] Maladie de Parkinson: Eve Ricard lit un extrait de "Une étoile qui danse sur le chaos", Estelle Saget, L'Express, 10 janvier 2015.
- [vidéo] « DMDM L' Emission 461 : Jean-Pierre Marielle, Eve Ricard, José Munoz, Stéphane Malfettes », sur YouTube. Interview d'Ève Ricard par Philippe Lefait pour son livre La Dame des mots dans l'émission Des mots de minuit sur France TV (1 h 38 min 18 s).
- [vidéo] « La chronique de Marina Carrère d'Encausse - La dame des mots », sur YouTube. Compte-rendu de l'ouvrage d'Ève Ricard. Mis en ligne par Les Déblogueurs, 2012 (2 min 6 s).
- [vidéo] Eve Ricard nous parle de la peur sur Vimeo. Mis en ligne par Emergences.org, 2015 (1 min 49 s).
- [vidéo] « Eclats de vie - des poèmes d'Eve Ricard », sur YouTube. Quelques poèmes lus par Matthieu Ricard.